# Joegoslavië op het Eurovisiesongfestival 1986
Joegoslavië nam deel aan het Eurovisiesongfestival 1986, gehouden in Bergen, Noorwegen. Het was de 21ste deelname van Joegoslavië aan het festival.
De nationale omroep JRT was verantwoordelijk voor de Joegoslavische bijdrage van 1986.

## Selectieprocedure
De Joegoslavische inzending werd gekozen via de nationale voorronde Jugovizija. De finale hiervan de vond plaats op 7 maart 1986 in Pristina.
In totaal deden er 16 liedjes mee in de nationale finale. De winnaar werd gekozen door 8 regionale jury's die punten volgens het Eurovisie-systeem mochten geven.

### Uitslag
| Volgorde | Artiest                                           | Lied                   | Points | TVZg | TVPr | TVLj | TVSa | TVSk | TVBg | TVNs | TVTg | Plaats |
| -------- | ------------------------------------------------- | ---------------------- | ------ | ---- | ---- | ---- | ---- | ---- | ---- | ---- | ---- | ------ |
| 1        | Novi Fosili                                       | Boby br. 1             | 52     |      | 7    | 10   | 3    | 6    | 8    | 8    | 10   | 2      |
| 2        | Serki Shala, Ivana Vitalić and Shermin Zaim       | Sve u svoje vreme      | 11     | 7    |      | 1    |      |      | 2    | 1    |      | 14     |
| 3        | Božidar Wolfand                                   | C'est la vie           | 14     | 2    | 3    |      | 1    | 3    | 4    |      | 1    | 13     |
| 4        | Violeta Redžepagić & Milica Milisavljević Dugalić | Nora                   | 26     | 12   |      |      | 2    | 7    |      | 3    | 2    | 7      |
| 5        | Hari Mata Hari                                    | U tvojoj kosi          | 42     |      | 8    | 5    |      | 2    | 10   | 10   | 7    | 5      |
| 6        | Seid Memić-Vajta                                  | Sandra                 | 18     | 3    | 1    | 6    | 4    |      |      |      | 4    | 12     |
| 7        | Dado Topić                                        | Ljubav                 | 47     | 1    | 12   | 2    | 12   | 5    |      | 7    | 8    | 4      |
| 8        | Lepa Brena                                        | Miki Mico              | 20     |      |      |      | 5    |      | 3    |      | 12   | 10     |
| 9        | Gu-Gu                                             | Gugu gre v Hollywood   | 39     | 6    | 5    |      | 7    | 4    | 5    | 6    | 6    | 6      |
| 10       | Vermoment                                         | Bel gulabe             | 10     | 10   |      |      |      |      |      |      |      | 15     |
| 11       | Neda Ukraden                                      | Šaj, rode, šaj         | 24     |      | 6    | 3    |      | 1    | 6    | 5    | 3    | 8'     |
| 12       | Daniel                                            | Peggy Sue              | 19     | 4    |      | 4    |      | 10   | 1    |      |      | 11     |
| 13       | Doris Dragović                                    | Željo moja             | 57     |      | 4    | 12   | 10   | 12   | 7    | 12   |      | 1      |
| 14       | Denis & Denis                                     | Braća Grimm i Andersen | 51     |      | 10   | 8    | 8    | 8    | 12   |      | 5    | 3      |
| 15       | Snježana Naumovska                                | Ostani tu              | 24     | 5    | 2    | 7    | 6    |      |      | 4    |      | 8      |
| 16       | Mira Beširević                                    | Ne idi                 | 10     | 8    |      |      |      |      |      | 2    |      | 15     |

## In Bergen
In Noorwegen moest Joegoslavië als tweede aantreden, na Luxemburg en voor Frankrijk.
Aan het einde van de puntentelling bleek Dragović als 11de te zijn geëindigd met 49 punten.
Ze ontving 1 keer het maximum van de punten.
Van Nederland ontving Joegoslavië 7 punten en van België 4 punten.

### Gekregen punten

#### Finale
| 12 punten | 10 punten | 8 punten                     | 7 punten                          | 6 punten                       |
| --------- | --------- | ---------------------------- | --------------------------------- | ------------------------------ |
| - Cyprus  |           |                              | - Nederland - Verenigd Koninkrijk |                                |
| 5 punten  | 4 punten  | 3 punten                     | 2 punten                          | 1 punt                         |
| - IJsland | - België  | - Ierland - Spanje - Turkije | - Luxemburg                       | - Israël - Oostenrijk - Zweden |

### Punten gegeven door Joegoslavië

#### Finale
Punten gegeven in de finale:
| 12 punten | Turkije     |
| 10 punten | België      |
| 8 punten  | Ierland     |
| 7 punten  | Zweden      |
| 6 punten  | Zwitserland |
| 5 punten  | Luxemburg   |
| 4 punten  | Spanje      |
| 3 punten  | Cyprus      |
| 2 punten  | Nederland   |
| 1 punt    | Duitsland   |

1961 · 1962 · 1963 · 1964 · 1965 · 1966 · 1967 · 1968 · 1969 · 1970 · 1971 · 1972 · 1973 · 1974 · 1975 · 1976 · 1977-1980 · 1981 · 1982 · 1983 · 1984 · 1985 · 1986 · 1987 · 1988 · 1989 · 1990 · 1991 · 1992